# Роман Вайденфеллер
Ро́ман Ва́йденфеллер (нім. Roman Weidenfeller, нар. 6 серпня 1980, Діц) — німецький футболіст, що грав на позиції воротаря.
Виступав, зокрема, за клуб «Боруссія» (Дортмунд), а також національну збірну Німеччини.
Дворазовий чемпіон Німеччини. Дворазовий володар Кубка Німеччини. Дворазовий володар Суперкубка Німеччини. У складі збірної — чемпіон світу.

## Клубна кар'єра
У дорослому футболі дебютував 1998 року виступами за команду клубу «Кайзерслаутерн II», в якій провів два сезони, взявши участь у 40 матчах чемпіонату. 
Своєю грою за цю команду привернув увагу представників тренерського штабу головної команди «Кайзерслаутерна», де почав грати з 2000 року. Відіграв за кайзерслаутернський клуб наступні два сезони своєї ігрової кар'єри.
2002 року перейшов до клубу «Боруссія» (Дортмунд), за який відіграв 16 сезонів. Більшість часу, проведеного у складі «Боруссії», був основним голкіпером команди. Завершив професійну кар'єру футболіста виступами за команду «Боруссія» (Дортмунд) у 2018 році.

## Виступи за збірні
1997 року дебютував у складі юнацької збірної Німеччини (U-17), загалом на юнацькому рівні взяв участь у 6 іграх.
Протягом 1999–2001 років залучався до складу молодіжної збірної Німеччини. На молодіжному рівні зіграв у 3 офіційних матчах, пропустив 1 гол.
2013 року дебютував в офіційних матчах у складі національної збірної Німеччини.
Загалом протягом кар'єри у національній команді, яка тривала 3 роки, провів у її формі 5 матчів, пропустивши 5 голів.

## Расизм
Влітку 2007 року трапився інцидент між Вайденфеллером та гравцем «Шальке 04» Джеральдом Асамоа. За версією Асамоа, 18 серпня, перед початком матчу між «Шальке» та «Боруссією», Вайденфеллер обізвав Джеральда «чорномазою свинею». Днем пізніше керівництво «Шальке» направило в DFB офіційний протест. Після проведення розслідування, попри те, що обвинувачення Асамоа залишились недоказанами, Роман був оштрафований.

## Статистика виступів
| Дата       | Місто         | Господарі | Результат | Гості     | Турнір            | Голи | Примітки |
| ---------- | ------------- | --------- | --------- | --------- | ----------------- | ---- | -------- |
| 19-11-2013 | Лондон        | Англія    | 0 – 1     | Німеччина | товариський матч  | -    |          |
| 1-6-2014   | Менхенгладбах | Німеччина | 2 – 2     | Камерун   | товариський матч  | -2   |          |
| 6-6-2014   | Майнц         | Німеччина | 6 – 1     | Вірменія  | товариський матч  | -1   |          |
| 3-9-2014   | Дюссельдорф   | Німеччина | 2 – 4     | Аргентина | товариський матч  | -2   |          |
| 13-6-2015  | Фару          | Гібралтар | 0 – 7     | Німеччина | Відбір до ЧЄ 2016 | -    |          |
| Усього     |               | Матчів    | 5         |           | Голів             | -5   |          |

## Титули і досягнення
- Чемпіон світу (1):

Німеччина: 2014
- Чемпіон Німеччини (2):

«Боруссія» (Дортмунд): 2010–11, 2011–12
- Володар Кубка Німеччини (2):

«Боруссія» (Дортмунд): 2011-12, 2016-17
- Володар Суперкубка Німеччини (3):

«Боруссія» (Дортмунд): 2008, 2013, 2014